# Kanonji
Kanonji (Japans: 観音寺市, Kan'onji-shi) is een Japanse stad in de prefectuur Kagawa. In 2014 telde de stad 60.906 inwoners.

## Geschiedenis
Op 11 oktober 2005 kreeg Kanonji  het statuut van stad (shi). Dit gebeurde na het samenvoegen van de gemeenten Onohara (大野原町) en Toyohama (豊浜町).

## Partnersteden
- Appleton, Verenigde Staten sinds 1988

Steden:
Higashikagawa · Kanonji · Marugame · Mitoyo · Sakaide · Sanuki · Takamatsu (hoofdstad) · Zentsuji

Districten:
Ayauta · Kagawa · Kita · Nakatado · Shozu
Gemeenten per district